# Franco Torres
Franco Ramón Torres (San Luis del Palmar, Argentina; 25 de mayo de 1999) es un futbolista argentino. Juega de delantero y su equipo actual es Gimnasia y Esgrima La Plata de la  Liga Profesional.

## Trayectoria
Formado en las inferiores de Club Atlético Banfield, llegó al Gimnasia y Esgrima La Plata en 2019. Torres debutó en el primer equipo el 17 de julio de 2021 ante Platense en la Primera División.
En la temporada 2022, Torres fue cedido al Guillermo Brown de la Primera B Nacional.
Anotó su primer gol en Primera el 25 de abril de 2023 en la victoria por 2-4 sobre Argentinos Juniors. 
En marzo de 2024 es cedido a préstamo al equipo de Deportes Copiapó de la Primera División de Chile.

## Estadísticas
Actualizado al último partido disputado el 10 de agosto de 2024.
| Club                                  | Div.          | Temporada     | Liga  | Liga  | Copas nacionales | Copas nacionales | Copas internacionales | Copas internacionales | Total | Total |
| Club                                  | Div.          | Temporada     | Part. | Goles | Part.            | Goles            | Part.                 | Goles                 | Part. | Goles |
| ------------------------------------- | ------------- | ------------- | ----- | ----- | ---------------- | ---------------- | --------------------- | --------------------- | ----- | ----- |
| Gimnasia y Esgrima La Plata Argentina | 1.ª           | 2021          | 8     | 0     | 0                | 0                | —                     | —                     | 8     | 0     |
| Gimnasia y Esgrima La Plata Argentina | 1.ª           | 2023          | 10    | 1     | 0                | 0                | 4                     | 1                     | 14    | 2     |
| Gimnasia y Esgrima La Plata Argentina | Total club    | Total club    | 18    | 1     | 0                | 0                | 4                     | 1                     | 22    | 2     |
| Guillermo Brown Argentina             | 2.ª           | 2022          | 16    | 1     | —                | —                | —                     | —                     | 16    | 1     |
| Guillermo Brown Argentina             | Total club    | Total club    | 16    | 1     | 0                | 0                | 0                     | 0                     | 16    | 1     |
| Deportes Copiapó · Chile              | 1.ª           | 2024          | 16    | 2     | 2                | 0                | —                     | —                     | 18    | 2     |
| Deportes Copiapó · Chile              | Total club    | Total club    | 16    | 2     | 2                | 0                | 0                     | 0                     | 18    | 2     |
| Total carrera                         | Total carrera | Total carrera | 50    | 4     | 2                | 0                | 4                     | 1                     | 56    | 5     |